# Dimos Avdeliodis
Dimos Avdeliodis (Aristódimos Avdeliódis) (1952) es un director, guionista, actor y productor griego.

## Biografía
Avdeliódis nació en la isla de Quíos en 1952, realizó sus estudios universitarios en la facultad de Filosofía de la Universidad de Atenas y asistió a clases de interpretación en la escuela dramática de Yiorgos Teodosiádis (Γιώργος Θεοδοσιάδης).  A lo largo de su carrera profesional ha dirigido tanto largometrajes como represantaciones teatrales. Su primera producción audiovisual fue el cortometraje mudo Competencia desleal (1982). Entre los años 1993 y 1997 compaginó su labor artística con la docencia de la asignatura de cine en el deparmento de ciencias de la información y comunicación de la Universidad Panteion.
Entre 1997 y 2000 y de 2003 a mediados de 2010 desempeñó el cargo de director artístico del Teatro Municipal y Regional (ΔΗΠΕΘΕ, en sus siglas en griego) Del Egeo Norte, con sede en Quíos.

## Filmografía

### Dirección, guion y producción
- 1982 Competencia Desleal.
  - Primer premio del jurado, Festival de teatro de Drama (1994).
- 1987 El árbol herido
  - Mención especial de la Unión Panhelénica de Cine, en el contexto del Festival de Cine de Tesalónica.
  - Participación en la semana de la crítica en el Festival de cine de Cannes (1987).
  - Premio de la comisión europea de cine de la juventud del Festival de Berlín.
  - Elefante de oro a la mejor película, Festival de Nueva Delhi.
  - Elefante de plata a la dirección, Festival de Nueva Delhi.
- 1990 la Victoria de Samotracia
  - Premio al mejor vestuario y premio de sonido en el Festival de Tesalónica (1990).
  - Premio estatal de música, maquillaje y sonido y distinción a la calidad de la película (1991).
- 1999 I earini synaxis ton agrofylakon (traducida como "Las cuatro estaciones de la ley")
  - DG premio estatal a la mejor película de ficción.
  - Premio estatal a la dirección.
  - Premio de La Unión Panhelénica De Críticos De Cine.
  - Premio FIPRESCI.
  - Cuatro premios en el Festival de Berlín.
  - Participación en diversos festivales internacionales de cine.
- 2006 Θα έρθω κοντά σου για να ξεχάσω ("Iré a tu lado para olvidar")

### Interpretación
- 1976 Happy day
- 1981 Aprende, hijo, las letras
- 1981 Panales de miel ..... George
- 1983 Competencia desleal
- 1987 El árbol herido
- 1988 Una garza para Alemania ..... Aarón da Silva
- 1988 Un sábado por la noche
- 1989 Reflexiones
- 1990 la Victoria de Samotracia ..... Gregorio Perdiz, nieto
- 1991 Fanouropitta
- 1998 El Enigma ..... Spyros

## Representaciones teatrales
- 1992 Μορφές από το έργο του Βιζυηνού: Adaptaciones de la obra de Giorgos Viziinos
- 1995 Τρία ελληνικά παραμύθια: Tres cuentos griegos
- 2001 Λίγα απ' όλα (Καραγκιόζης): Un poco de todo, Karayiosis
- 2003 Άσμα Ασμάτων: Cantar de los cantares
- 2007 Ο Μεγαλέξανδρος και ο καταραμένος δράκος: Alejandro Magno y el dragón maldito
- 2009 Μαράν Αθά (Θωμά Ψύρρα): Μaran athâ, adaptación teatral de la novela homónima de Thomas Psyrras
- 2009 Βαβυλωνία (Δ. Βυζάντιου): Babilonia, D. Bizantios
- 2010 Ιχνευτές (Σοφοκλή): Los rastreadores o Los perseguidores de Sófocles
- 2010 Τελευταία μαγνητοταινία του Κραπ (Μπέκετ): La última cinta de Krapp, de Samuel Beckett
- 2010 Το μόνον της ζωής του ταξείδιον (Βιζυηνός): El único viaje de su vida, Giorgos Viziinos
- 2011 Ταξιδεύοντας με τον Παναίτ Ιστράτι (basado en la novela homónima de Μπουμπουλίνα Νικάκη): Viajando con Panait Istrati, Bubulína Nikáki
- 2011 Πέρσες (Αισχύλου): Los Persas, Esquilo
- 2012 Ερωφύλη (Χορτάτσης): Erófili, de Georgios Chortatzis
- 2012 Η Νοσταλγός (Αλ. Παπαδιαμάντη): La Nostalgia, Aléxandros Papadiamantis
- 2013 Fundación Michalis Kakogiannis: Homenaje a D. Avdeliódis con la representación de cinco de sus montajes: Maran Athá, La Nostalgia, El único viaje de su vida, Ichneutae, Los Persas.
- 2013 Ωδή στον Αλέξανδρο Παναγούλη (Κώστα Μπαρδά): Oda a Alexandros Panagoulis, Kóstas Bardás
- 2013 Περλιμπλίν και Μπελίσα (F. G. Lorca): Amor de Don Perlimplín con Belisa en su jardín, Federico García Lorca
- 2013 Το αμάρτημα της μητρός μου (Γ. Βιζυηνού): El pecado de mi madre, Giorgos Viziinos
- 2013 Η γυναικα της Ζάκυνθος (Δ. Σολωμού): La mujer de Zakynthos, D. Solomós
- 2014 Όνειρο στο Κύμα - Έρως Ήρως (Αλ. Παπαδιαμάντη): Un sueño en las olas - Eros el héroe, dos relatos de Aléxandros Papadiamantis
- 2015 Το μυρολόγι της Φώκιας - το Καμίνι (Αλ. Παπαδιαμάντη): El lamento de Focia, Aléxandros Papadiamantis
- 2015-2016 Απολογία Σωκράτη (Πλάτωνα) Κρατικό Θέατρο Βορείου Ελλάδος: Apología de Sócrates, de Platón